# III. třída okresu Rychnov nad Kněžnou 2004/2005
V utkáních III. třída okresu Rychnov nad Kněžnou 2004/2005, jedné ze skupin 9. nejvyšší fotbalové soutěže v Česku, se utkalo 12 týmů dvoukolovým systémem podzim – jaro. Tento ročník začal v srpnu 2004 a skončil v červnu 2005.
Postup do II. třídy okresu Rychnov nad Kněžnou 2005/2006 si zajistil vítězný tým TJ Sokol Voděrady. Sestoupil poslední tým TJ Sokol Lípa nad Orlicí „B“.

## Konečná tabulka III. třídy okresu Rychnov nad Kněžnou 2004/2005
| Poř. | Tým                                | Z  | V  | R | P  | VG | OG | B  |
| ---- | ---------------------------------- | -- | -- | - | -- | -- | -- | -- |
| 1.   | TJ Sokol Voděrady (S)              | 22 | 14 | 2 | 6  | 63 | 32 | 44 |
| 2.   | TJ Velešov Doudleby nad Orlicí „B“ | 22 | 13 | 2 | 7  | 75 | 55 | 41 |
| 3.   | SK Dobré                           | 22 | 10 | 8 | 4  | 53 | 40 | 38 |
| 4.   | FK Náchod-Deštné „C“               | 22 | 11 | 5 | 6  | 44 | 27 | 38 |
| 5.   | SK FC Labuť Rychnov nad Kněžnou    | 22 | 10 | 4 | 8  | 54 | 43 | 34 |
| 6.   | FC Domašín                         | 22 | 9  | 8 | 8  | 61 | 45 | 32 |
| 7.   | TJ Sokol Javornice „B“             | 22 | 10 | 2 | 10 | 49 | 50 | 32 |
| 8.   | FC Roveň                           | 22 | 9  | 4 | 9  | 54 | 53 | 31 |
| 9.   | TJ Sokol Kostelecká Lhota          | 22 | 8  | 3 | 11 | 44 | 40 | 27 |
| 10.  | TK Čermná nad Orlicí (N)           | 22 | 8  | 2 | 12 | 45 | 54 | 26 |
| 11.  | TJ Dobruška „B“ (S)                | 22 | 6  | 4 | 12 | 40 | 70 | 22 |
| 12.  | TJ Sokol Lípa nad Orlicí „B“       | 22 | 2  | 3 | 17 | 21 | 94 | 9  |

Poznámky:
- Z = Odehrané zápasy; V = Vítězství; R = Remízy; P = Prohry; VG = Vstřelené góly; OG = Obdržené góly; B = Body; (S) = Mužstvo sestoupivší z vyšší soutěže; (N) = Mužstvo postoupivší z nižší soutěže (nováček)

|  | Postup do II. třídy okresu Rychnov nad Kněžnou 2005/2006 |
|  | Sestup do IV. třídy okresu Rychnov nad Kněžnou 2005/2006 |